# Tepapuri
Tepapuri est un motu des Gambier situé sur la barrière Nord du lagon.